# Streitwiesen
Streitwiesen ist eine Ortschaft und eine Katastralgemeinde der Stadtgemeinde Weiten im Bezirk Melk in Niederösterreich. Die Ortschaft hat 55 Einwohner (Stand 1. Jänner 2024).

## Geografie
Das westlich von Pöggstall gelegene Dorf wird von der Weitental Straße erschlossen. Durch den Ort fließt der Weitenbach. Zur Ortschaft zählt auch die Rotte Greißl im Südosten.

## Geschichte
Im Jahr 1144 wird die Burg Streitwiesen erstmals genannt.
Laut Adressbuch von Österreich waren im Jahr 1938 in Streitwiesen ein Gastwirt, ein Gemischtwarenhändler, eine Mühle mit Sägewerk, zwei Schuster und ein Viktualienhändler ansässig.